# Commonwealth Games 2006
Die 18. Commonwealth Games fanden vom 15. bis 26. März 2006 in der australischen Stadt Melbourne statt. Es war das größte Sportevent, das jemals in Melbourne ausgetragen wurde. Selbst die Olympischen Sommerspiele 1956 stellte es in den Schatten.
Ausgetragen wurden 247 Wettbewerbe in den Sportarten Badminton, Basketball, Bowls, Boxen, Gewichtheben, Hockey, Leichtathletik, Netball, Radfahren, 7er-Rugby, Schießen, Schwimmen (inkl. Synchronschwimmen und Wasserspringen), Squash, Tischtennis, Triathlon und Turnen (inkl. Rhythmische Sportgymnastik). Es nahmen 4049 Sportler aus 71 Ländern teil.
Erstmals überhaupt gab es einen „Goodwill-Partner“, die Wohltätigkeitsorganisation Plan International Australia. Maskottchen der Spiele war Karak, ein Rotschwanz-Rabenkakadu.

## Höhepunkte

### Eröffnungsfeier

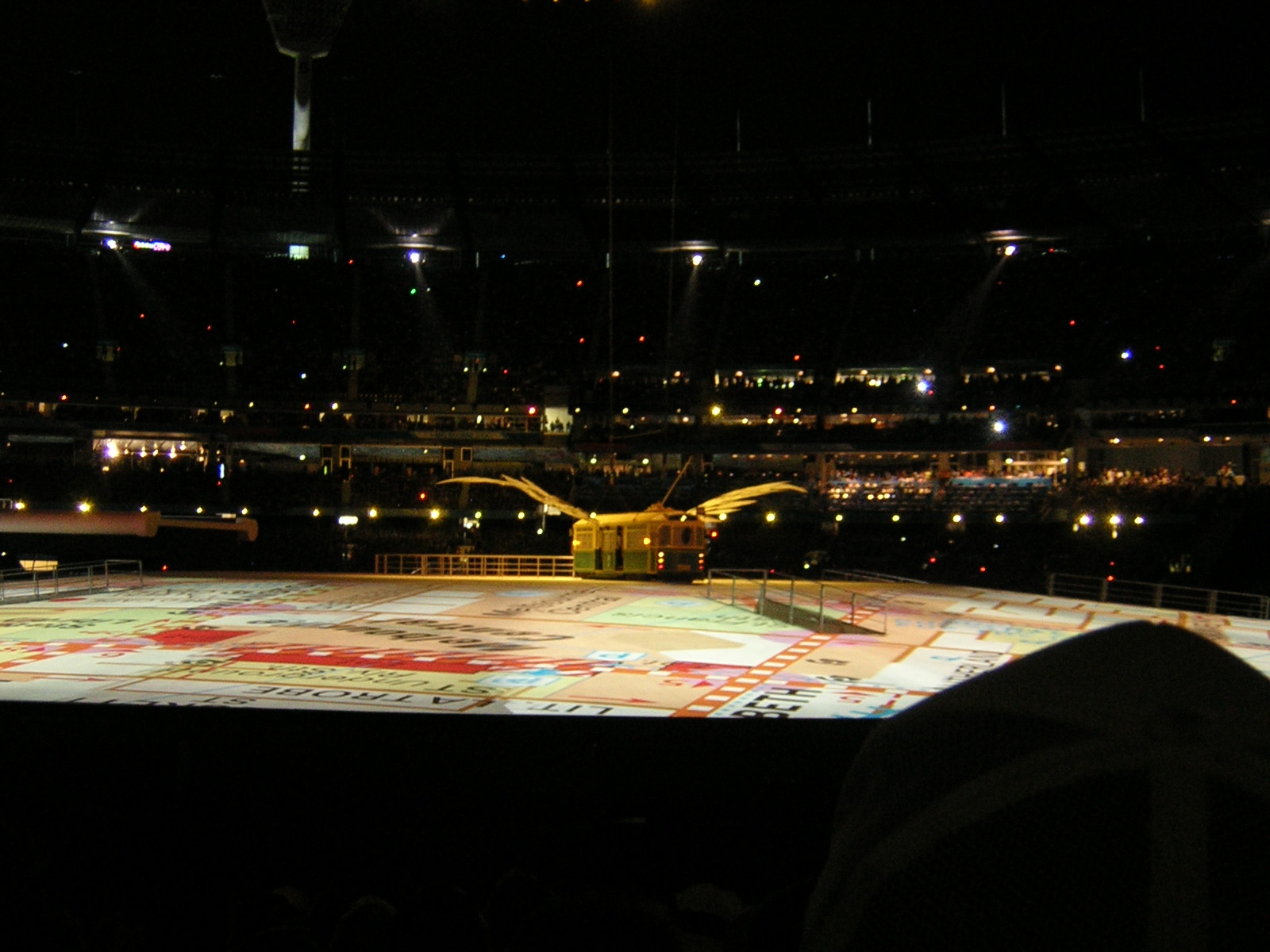
„Schwebende Straßenbahn“

Die Eröffnungsfeier fand im Melbourne Cricket Ground statt. Einen ersten Höhepunkt bildete dabei das Hereinschweben eines über 80-jährigen Wagens der Straßenbahn Melbourne. Es folgten zahlreiche kulturelle Darbietungen. Der Einmarsch der Mannschaften erfolgte nicht wie üblich in alphabetischer Reihenfolge, sondern nach Regionen geordnet. Musikalisch begleitet wurden sie dabei von der australischen Band The Cat Empire. Schwimmer Adam Pine sprach den Eid der Athleten und John Landy übergab als letzter Staffelläufer des Queen’s Baton Relay den Stab an Königin Elisabeth II. Die Königin verlas die Botschaft, die sie genau ein Jahr zuvor in den Stab gelegt hatte und eröffnete die Spiele. Zum Abschluss sang Delta Goodrem den offiziellen Song Together We Are One, während der Nachthimmel von Melbourne mit Feuerwerk erleuchtet wurde.

### Sportliche Ereignisse
Leichtathletik: Die meisten Sieger stellte Australien vor Jamaika und Kenia. Drei Athleten gewannen je zwei Goldmedaillen: Die Australier Nathan Deakes und Jana Pittman sowie die Jamaikanerin Sherone Simpson.
Radsport: In der 4000-Meter-Einzelverfolgung konnte England einen dreifachen Sieg feiern; Paul Manning gewann vor Rob Hayles und Steve Cummings. Zusammen siegten sie auch in der Mannschaftsverfolgung. Nach einer Unterbrechung von 20 Jahren konnte Mark Cavendish für die Isle of Man wieder eine Goldmedaille gewinnen. Erfolgreichster Bahnradfahrer war der Australier Ryan Bayley mit zwei Gold- und einer Bronzemedaille. Zehn von zwölf Medaillen in den Straßenrennen gingen an Australien.
Schwimmen: Wie erwartet waren die australischen Schwimmerinnen eine Klasse für sich und gewannen 16 von 19 möglichen Goldmedaillen. Am erfolgreichsten war dabei Lisbeth Lenton mit fünf Siegen. Leisel Jones stellte einen neuen Weltrekord über 100 m Brust auf, ebenso die australische Lagenstaffel (Sophie Edington, Leisel Jones, Jessicah Schipper, Lisbeth Lenton). Weitaus ausgeglichener waren die Rennen der Männer, mit Siegern aus acht verschiedenen Ländern.
Sonstige Sportarten: Im Squash-Einzel der Frauen gewann die Australierin Natalie Grinham gegen ihre Schwester Rachael; erstere siegte auch im Mixed und zusammen mit ihrer Schwester im Doppel. Die Kanadierin Alexandra Orlando gewann in der Rhythmischen Sportgymnastik alle sechs Wettbewerbe. Sportler aus Indien dominierten die Schießwettbewerbe und stellten 16 von 40 Siegern.

### Schlussfeier
Auch die Schlussfeier fand im Melbourne Cricket Ground statt. Sie begann mit Feuerwerk, gefolgt von musikalischen Darbietungen von Paul Kelly, Ben Lee, den BodyRockers und Sarah Blasko. Unter den Klängen eines Chors der Wurundjeri wurde die Commonwealth-Flagge eingezogen. Daraufhin stellte sich der Gastgeber der nächsten Commonwealth Games vor, die indische Hauptstadt Neu-Delhi. Zahlreiche bekannte indische Filmstars tanzten typische Bollywood-Szenen, unter ihnen Rani Mukerji, Saif Ali Khan und Aishwarya Rai. Begleitet von Lara Dutta und Priyanka Chopra ging das Maskottchen, der Tiger Sheba, durchs Stadion und grüßte die Zuschauer. Daraufhin erklärte Prinz Edward die Spiele offiziell für beendet. Den Abschluss der Feier bildeten weitere musikalische und komödiantische Vorführungen (Casey Donovan, Dame Edna Everage, John Farnham).

## Wettkampfstätten
Die Wettbewerbe bei den Commonwealth Games 2006 fanden an den folgenden Standorten statt.

### In Melbourne
- Docklands: Gehen

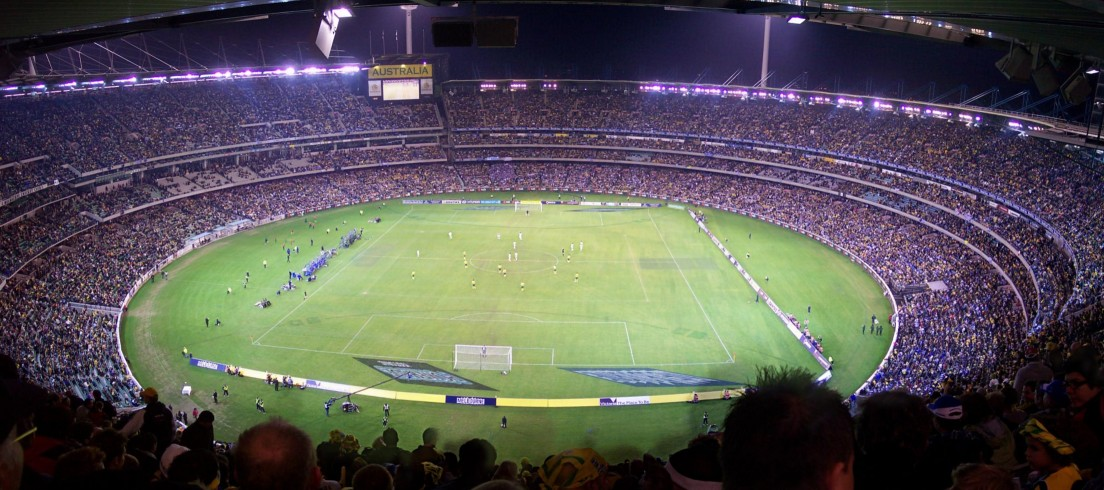
Melbourne Cricket Ground

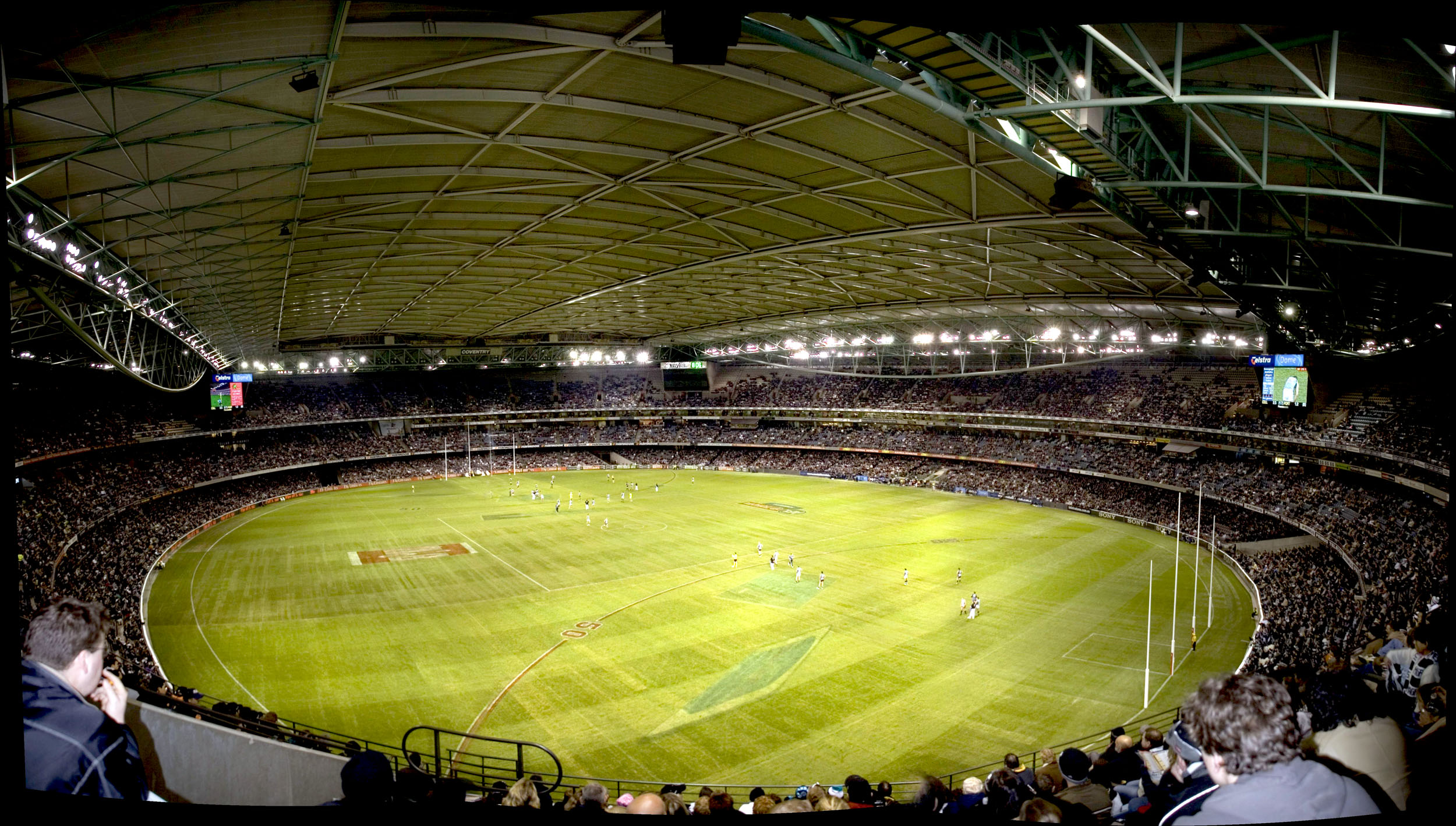
Telstra Dome

- Melbourne Cricket Ground: Leichtathletik, Eröffnungs- und Schlussfeier
- Melbourne Exhibition Centre: Badminton, Boxen und Gewichtheben
- Melbourne Gun Club: Tontaubenschießen
- Melbourne International Shooting Club: Schießen
- Melbourne Sports and Aquatic Centre: Schwimmen, Squash und Tischtennis
- Hisense Arena: Basketball-Finalrunde, Bahnradsport und Netball-Finalrunde
- Rod Laver Arena: Turnen
- Royal Botanic Gardens: Straßenradrennen
- State Lawn Bowls Centre: Bowls
- State Netball Hockey Centre: Netball-Vorrunde und Hockey
- St Kilda: Triathlon und Zeitfahren
- Telstra Dome: 7er-Rugby

### Außerhalb von Melbourne
- Ballarat Minerdome, Ballarat: Basketball
- Bendigo Stadium, Bendigo: Basketball, Schießen
- Geelong Arena, Geelong: Basketball
- Lysterfield Park: Mountainbike
- Traralgon Sports Stadium, Traralgon: Basketball

## Sportarten und Zeitplan
Die nachfolgende Tabelle stellt den Zeitplan dar. Die Links in der ersten Spalte führen zu Seiten mit detaillierten Ergebnissen. In den gelben Kästchen steht die Anzahl der Entscheidungen am jeweiligen Tag, in der letzten Spalte die Gesamtanzahl der Wettbewerbe in den einzelnen Sportarten.
|  | Eröffnungsfeier |  | Qualifikation |  | Entscheidung |  | Abschlussfeier |

| März                       | 15. | 16. | 17. | 18. | 19. | 20. | 21. | 22. | 23. | 24. | 25. | 26. | Gesamt |
| -------------------------- | --- | --- | --- | --- | --- | --- | --- | --- | --- | --- | --- | --- | ------ |
| Feiern                     |     |     |     |     |     |     |     |     |     |     |     |     |        |
| Badminton                  |     |     |     |     |     | 1   |     |     |     |     |     | 5   | 6      |
| Basketball                 |     |     |     |     |     |     |     |     | 1   | 1   |     |     | 2      |
| Bowls                      |     |     |     |     |     | 2   |     | 2   |     | 2   |     |     | 8      |
| Boxen                      |     |     |     |     |     |     |     |     |     |     | 11  |     | 11     |
| Gewichtheben               |     | 2   | 2   | 2   | 2   | 2   | 2   | 2   | 1   | 1   |     |     | 16     |
| Hockey                     |     |     |     |     |     |     |     |     |     |     | 1   | 1   | 2      |
| Leichtathletik             |     |     |     |     | 3   | 10  | 8   | 6   | 8   | 9   | 9   |     | 53     |
| Netball                    |     |     |     |     |     |     |     |     |     |     |     | 1   | 1      |
| Radsport                   |     | 3   | 3   | 3   | 3   |     | 2   |     | 2   |     |     | 2   | 18     |
| Rhythmische Sportgymnastik |     |     |     |     |     |     |     |     |     |     | 2   | 4   | 6      |
| 7er-Rugby                  |     |     | 1   |     |     |     |     |     |     |     |     |     | 1      |
| Schießen                   |     |     | 6   | 4   | 6   | 5   | 4   | 4   | 6   | 3   | 2   |     | 40     |
| Schwimmen                  |     | 5   | 4   | 9   | 6   | 11  | 7   |     |     |     |     |     | 42     |
| Squash                     |     |     |     |     |     | 2   |     |     |     |     |     | 3   | 5      |
| Synchronschwimmen          |     |     |     |     | 2   |     |     |     |     |     |     |     | 2      |
| Tischtennis                |     |     |     |     |     | 2   |     |     |     | 1   | 2   | 3   | 8      |
| Triathlon                  |     |     |     | 2   |     |     |     |     |     |     |     |     | 2      |
| Turnen                     |     |     | 1   | 1   | 2   |     | 5   | 5   |     |     |     |     | 14     |
| Wasserspringen             |     |     |     |     |     |     |     | 3   | 2   | 3   | 2   |     | 10     |
| März                       | 15. | 16. | 17. | 18. | 19. | 20. | 21. | 22. | 23. | 24. | 25. | 26. |        |

## Teilnehmende Länder

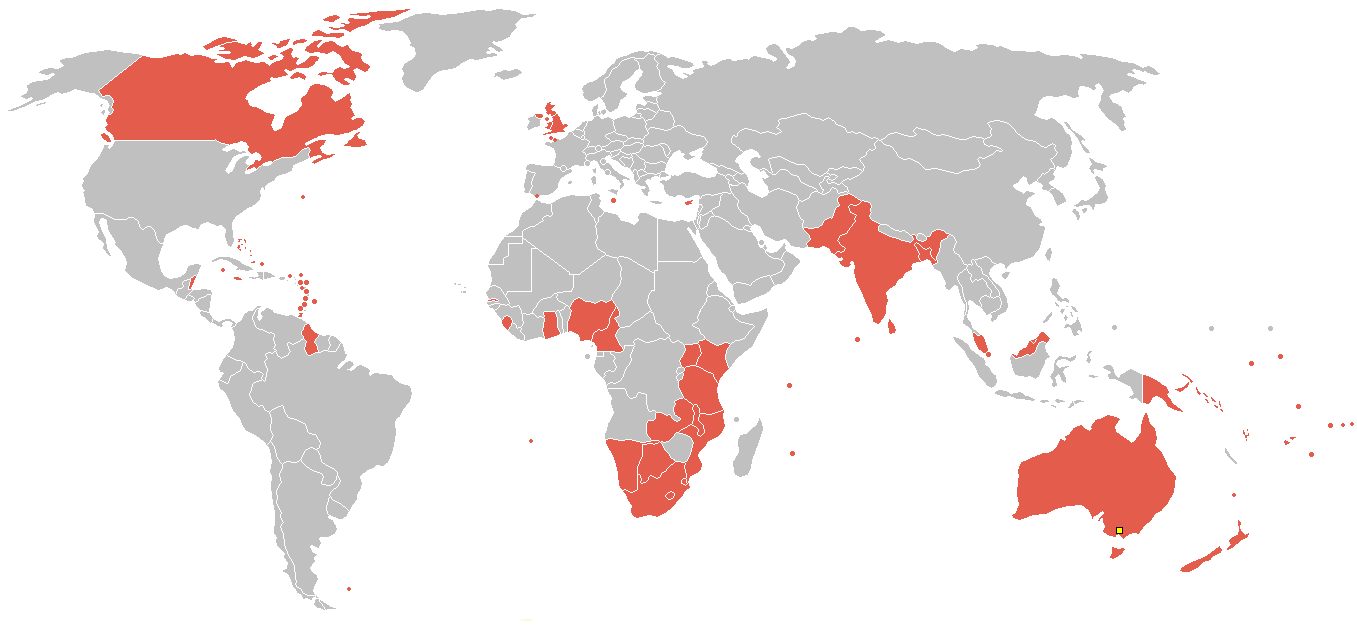
Teilnehmende Länder

- Anguilla
- Antigua und Barbuda
- Australien
- Bahamas
- Bangladesch
- Barbados
- Belize
- Bermuda
- Botswana
- Britische Jungferninseln
- Brunei
- Cookinseln
- Dominica
- England
- Falklandinseln
- Fidschi
- Gambia
- Ghana
- Gibraltar
- Grenada
- Guernsey
- Guyana
- Indien
- Isle of Man
- Jamaika
- Jersey
- Cayman Islands
- Kamerun
- Kanada
- Kenia
- Kiribati
- Lesotho
- Malawi
- Malaysia
- Malediven
- Malta
- Mauritius
- Montserrat
- Mosambik
- Namibia
- Nauru
- Neuseeland
- Nigeria
- Niue
- Norfolkinsel
- Nordirland
- Pakistan
- Papua-Neuguinea
- St. Helena, Ascension und Tristan da Cunha
- St. Kitts und Nevis
- St. Lucia
- St. Vincent und die Grenadinen
- Salomonen
- Sambia
- Samoa
- Schottland
- Seychellen
- Sierra Leone
- Singapur
- Sri Lanka
- Südafrika
- Swasiland
- Tansania
- Tonga
- Trinidad und Tobago
- Turks- und Caicosinseln
- Tuvalu
- Uganda
- Vanuatu
- Wales
- Zypern

## Medaillenspiegel
| Platz                          | Land       | Gold | Silber | Bronze | Gesamt |
| ------------------------------ | ---------- | ---- | ------ | ------ | ------ |
| 1                              | Australien | 84   | 69     | 68     | 221    |
| 2                              | England    | 36   | 40     | 34     | 110    |
| 3                              | Kanada     | 26   | 29     | 31     | 86     |
| 4                              | Indien     | 22   | 17     | 11     | 50     |
| 5                              | Südafrika  | 12   | 13     | 13     | 38     |
| 6                              | Schottland | 11   | 7      | 11     | 29     |
| 7                              | Jamaika    | 10   | 4      | 8      | 22     |
| 8                              | Malaysia   | 7    | 12     | 10     | 29     |
| 9                              | Neuseeland | 6    | 12     | 13     | 31     |
| 10                             | Kenia      | 6    | 5      | 7      | 18     |
| Vollständiger Medaillenspiegel |            |      |        |        |        |